# Ranunculus luxurians
Ranunculus luxurians är en ranunkelväxtart som beskrevs av Alicia Lourteig. Ranunculus luxurians ingår i släktet ranunkler, och familjen ranunkelväxter. Inga underarter finns listade i Catalogue of Life.